# Menouville
Menouville és un municipi francès, situat al departament de Val-d'Oise i a la regió d'Illa de França. L'any 2007 tenia 79 habitants.
Forma part del cantó de Pontoise, del districte de Pontoise i de la Comunitat de comunes Sausseron Impressionnistes.

## Demografia

### Població
El 2007 la població de fet de Menouville era de 79 persones. Hi havia 28 famílies, de les quals 4 eren unipersonals (4 homes vivint sols), 12 parelles sense fills, 8 parelles amb fills i 4 famílies monoparentals amb fills.
La població ha evolucionat segons el següent gràfic:
Habitants censats

### Habitatges
El 2007 hi havia 38 habitatges, 31 eren l'habitatge principal de la família, 1 era una segona residència i 6 estaven desocupats. Tots els 38 habitatges eren cases. Dels 31 habitatges principals, 21 estaven ocupats pels seus propietaris, 8 estaven llogats i ocupats pels llogaters i 3 estaven cedits a títol gratuït; 4 tenien tres cambres, 8 en tenien quatre i 20 en tenien cinc o més. 23 habitatges disposaven pel capbaix d'una plaça de pàrquing. A 10 habitatges hi havia un automòbil i a 21 n'hi havia dos o més.

### Piràmide de població
La piràmide de població per edats i sexe el 2009 era:
| Homes | Edats   | Dones |
| ----- | ------- | ----- |
| 0     | 95 o +  | 0     |
| 0     | 90 a 94 | 0     |
| 0     | 85 a 89 | 8     |
| 0     | 80 a 84 | 0     |
| 0     | 75 a 79 | 0     |
| 0     | 70 a 74 | 0     |
| 4     | 65 a 69 | 4     |
| 0     | 60 a 64 | 0     |
| 0     | 55 a 59 | 0     |
| 4     | 50 a 54 | 0     |
| 12    | 45 a 49 | 8     |
| 4     | 40 a 44 | 8     |
| 0     | 35 a 39 | 4     |
| 0     | 30 a 34 | 0     |
| 0     | 25 a 29 | 0     |
| 0     | 20 a 24 | 0     |
| 8     | 15 a 19 | 0     |
| 0     | 10 a 14 | 4     |
| 0     | 5 a 9   | 4     |
| 0     | 0 a 4   | 0     |

## Economia
El 2007 la població en edat de treballar era de 54 persones, 41 eren actives i 13 eren inactives. De les 41 persones actives 38 estaven ocupades (22 homes i 16 dones) i 3 estaven aturades (2 homes i 1 dona). De les 13 persones inactives 5 estaven jubilades, 3 estaven estudiant i 5 estaven classificades com a «altres inactius».
Activitats econòmiques
Dels 4 establiments que hi havia el 2007, 1 era d'una empresa de fabricació d'altres productes industrials, 2 d'empreses de comerç i reparació d'automòbils i 1 d'una entitat de l'administració pública.

## Poblacions més properes
El següent diagrama mostra les poblacions més properes.